# ジェイソン・ハワード
ジェイソン・ハワード（Jason Howard）は、「Trees」やロバート・カークマンと共著の「The Astounding Wolf-Man」などの漫画で知られるアメコミ漫画家。